# Steve Rocco
Steve Rocco var professionell skateboardåkare 1975-1988. Han är känd som en av Rodney Mullens tränare. Även känd för att vara en väldigt snabb skatare. Han anses även ha en viktig roll i skateboardindustrins utveckling. Dokumentärfilmen The man who souled the world (premiär i juli 2007) handlar om Rocco.